# 양릉 (고려)
양릉(陽陵)은 고려 제20대 신종의 능이다. 개성특별시 개풍구역 고남리에 있다.